# Moose Jaw
Moose Jaw is een stad in de Canadese provincie Saskatchewan. De stad telde in 2009 35.629 inwoners.

## Verkeer en vervoer
Moose Jaw ligt aan de Saskatchewan Highway 1, een onderdeel van de Trans-Canada Highway en aan de Saskatchewan Highway 2. De Highway 1 is een oost-westroute die Moose Jaw met de hoofdstad Regina en de stad Swift Current verbindt. De Highway 2 is een noord-zuidroute die naar Prince Albert en de Verenigde Staten loopt.

## Geboren
- Richard Weinberger (1990), zwemmer
- Graeme Fish (1997), schaatser